# جبهة التحرير الوطني (بيرو)
جبهة التحرير الوطني (بالإسبانية: Frente de Liberación Nacional) كان حزبا سياسيا في بيرو تأسس في عام 1960 من قبل الجنرال سيزار باندو إيجوسكويزا، سالومون بولو هيدالغو وجينارو شيكا. شارك الحزب في انتخابات عام 1962.